# Classical Music Archives
Classical Archives est un site web spécialisé dans la vente en ligne de musique classique ainsi que dans la publication d'informations biographiques relatives aux compositeurs et aux interprètes.

## Description
Il s'agit d'une base de données en ligne. Une partie de son contenu est accessible librement (biographies, fichiers midi, pré-écoutes en streaming…), tandis qu'une autre est réservée aux membres abonnés. C'est particulièrement le cas des interprétations au format MP3. L'abonnement est forfaitaire à l'année. Les utilisateurs achètent un temps d'abonnement, et non une quantité. 
Les biographies sont rédigées par les musicologues de la société. Elles concernent les compositeurs comme les interprètes.

## Compositeurs et interprétations
Les interprétations concernent des compositeurs de 1550 à nos jours. Ceci inclut les compositeurs les plus célèbres tels Bach, Mozart, Beethoven, Schumann ou Chostakovitch mais également des compositeurs moins connus du grand public, tels Komitas, Arno Babadjanian, Pavel Tchesnokov, ou Gagik Hovounts.
Les instrumentistes et orchestres sont pour certains des jeunes musiciens (prix de concours musicaux, élèves remarqués de conservatoires renommés), et pour d'autres des artistes de notoriété plus grande, comme l'orchestre symphonique de Moscou ou encore Natalia Gutman. Les fichiers MIDI, quant à eux, sont pour une partie envoyés par les utilisateurs du site.

## Implantation, fréquentation et statistiques
Approximativement 2000 compositeurs classiques sont représentés. Le nombre de fichiers disponibles (interprétations et fichiers midi) est légèrement supérieur à 40 000. Classical Music Archives est principalement implanté aux États-Unis, en France et en Russie.
Quant aux utilisateurs, ceux-ci sont pour approximativement 55 % américains du Nord, et pour 15 à 20% européens.